# Hedemora
Hedemora est une ville de Suède, chef-lieu de la commune d'Hedemora dans le comté de Dalécarlie. 7 279 personnes y vivent.

## Personnalités de la ville
- Claro Jansson (1877-1954), photographe, né à Hedemora.
- Hillevi Martinpelto (1958–), chanteuse d'opéra.
- Martin Matsbo (1911–2002), fondeur.
- Jonas Nilsson (1963–), skieur alpin.
- Bertil Norman (1929–), orienteur.
- Ulf Stenlund (1967–), joueur de tennis.
- Kerstin Thorborg (1896-1970), chanteuse d'opéra.
- Lars Israel Wahlman (1870-1952), architecte.